# Памятник Кириллу и Мефодию (Саратов, Астраханская улица)
Памятник Кириллу и Мефодию в Саратове на Астраханской улице установлен перед X корпусом Саратовского Государственного Университета.

## История

Памятник св. Кириллу и Мефодию, Саратов

Памятник Кириллу и Мефодию перед зданием СГУ является вторым памятником основателям русской письменности в Саратове — первый памятник на Театральной площади был установлен в 2006 г. и представляет собой поклонный крест. После установки поклонного креста в январе 2009 г. появилась идея установки скульптурного памятника. Установка памятника была приурочена к проведению Дней славянской письменности и культуры в Саратове, выбранном столицей проведения торжеств государственного значения.
Автором памятника был выбран Александр Рожников, который выполнил почти такой же памятник в Коломне, но для саратовского памятника поменял Кирилла и Мефодия местами и внёс ряд незначительных изменений: у Кирилла в руках свиток со славянским алфавитом в старорусском стиле, а у Мефодия в руке Евангелие. Высота памятника составляет 4,5 метра. Фигуры Мефодия и Кирилла отлиты из бронзы, над ними возвышается крест. Постамент выполнен из красного гранита. Надпись на постаменте гласит:

СВЯТЫМ

РАВНОАПОСТОЛЬНЫМ

КИРИЛЛУ И МЕФОДИЮ,

СОЗДАТЕЛЯМ СЛАВЯНСКОЙ

ПИСЬМЕННОСТИ ОТ

БЛАГОДАРНЫХ ЖИТЕЛЕЙ

САРАТОВА

Памятник был сооружён на пожертвования и федеральные средства.
Открытие памятника состоялось 23 мая 2009 г. На торжественной церемонии присутствовали представители правительства, министерства культуры и Саратовского университета, а памятник был освящён митрополитом Крутицким и Коломенским Ювеналием.
Памятник вызвал неоднозначную реакцию: кроме мнения, что скульптурная композиция является украшением города, недовольство саратовцев вызвали завышенная стоимость памятника и размещение на свитке в руках Кирилла современного русского алфавита, в котором, видимо, в попытке его состарить вместо твёрдого знака изобразили букву ять.

## Претензии к авторам

Свиток с ошибками

Алфавит, представленный на свитке в этом памятнике, является современным русским послевоенным алфавитом (до войны букву ё обычно не изображали в составе русской азбуки), стилизованным под старину (имеется даже характерное заглавное полууставное у, которое использовалось в надписях на денежных знаках до 1917 г.) и с перепутанным порядком букв ь и ъ, причём последняя ошибочно изображена в форме ѣ.
При этом стилизованный полууставной шрифт создаёт превратное впечатление, что свиток изображает настоящую историческую кириллицу, по преданию созданную Кириллом и Мефодием. Вопрос о несоответствиях с ней даже вошёл в число заданий XIX Всероссийской олимпиады школьников по русскому языку в Кисловодске 2014 года.
Среди несоответствий отмечалось:
- Отсутствие букв «зело», «и» (позднее — «и десятеричное»), «омега»/«от», «ер», «фита», «ижица», «кси», «пси» и всех четырёх юсов.
- Наличие букв «Ё» (появилась в 1797 г.), «Й» (1735 г.) и «Э» (узаконена с введением гражданского шрифта в 1710 г.).
- Графический вид букв «У» (первоначально диграф ОУ, из которого позднее появилось современное начертание; на памятнике элементы диграфа помещены не рядом (в одной строке), а один под другим) и «Я» (современное начертание — позднейшее развитие юса малого; в древней азбуке «Я» не существовало).
- Буква «ерь» (современный «Ь») находилась не перед «еры» («Ы»), а после; на том месте, где на памятнике помещён ерь, должен находиться ер.